# Vuk Grgurević
Vuk Grgurević (en cirílico serbio: Вук Гргуревић, † 1485), también llamado Despot Vuk Branković (Деспот Вук Бранковић) y Zmaj Ognjeni Vuk (Змај Огњени Вук), fue un déspota serbio entre 1471 y 1485, hijo de Grgur Branković y nieto del déspota Đurađ Branković y de Eirene Kantakouzene.

## Vida
Al principio, Vuk Grgurević estuvo con los otomanos, que ayudaron a su padre a obtener el despotado de Serbia tras la muerte del déspota Đurađ Branković en 1458. Cuando una delegación turca llegó a Belgrado en 1465 con una oferta de paz, Vuk estaba entre ellos. Allí, accedió al servicio del rey húngaro Matías Corvino y pasó a ser comandante de las tropas serbias de Sirmia.
Debido a su valentía, Vul Grgurević adquirió una gran reputación y el sobrenombre de Zmaj Ognjeni, que se podría traducir como "Dragón Ardiente" (Es interesante que su propio nombre, Vuk, significa "lobo" en serbio, por lo que el sobrenombre Zmaj Ognjeni Vuk significa literalmente "Dragón Ardiente Lobo"). También quedó inmortalizado como héroe en numerosas canciones nacionales serbias.
Luchó junto con los húngaros contra checos, polacos, austriacos y turcos. En 1471 ganó el título de déspota de Serbia, así como grandes posesiones en el territorio de la actual Voivodina, que antes había pertenecido al déspota Đurađ Branković. Entre sus posesiones estaban Kupinik (actual Kupinovo), Slankamen, Berkasovo, Bečkerek (actual Zrenjanin), Irig, etc.
Vuk se casó con Barbara Frankopan. Sus logros más notables se produjeron en 1476, cuando se hizo con Srebrenica y luchó cerca de Šabac y Smederevo, y en 1480, cuando atacó Sarajevo. 
En 1479, junto con Demeter Jakšić, lideró los escuadrones serbios de caballería ligera serbia en la Batalla del Campo de Pan (Kenyérmező), cerca de Zsibót. En el momento decisivo de la batalla, las caballerías húngaras y serbias cargaron contra el centro turco, rompiendo sus filas, lo que decidió el resultado de la batalla.
En 1481, luchó contra los turcos en Serbia, y llevó desde allí (el área próxima a Kruševac) a unas 50.000 personas, que se establecieron en Banat, principalmente alrededor de Timişoara. Vuk Grgurević murió en 1485.

## Literatura
- Bataković, Dušan T., ed. (2005). Histoire du peuple serbe (en francés). Lausanne: L’Age d’Homme.
- Ćirković, Sima (2004). The Serbs (en inglés). Malden: Blackwell Publishing.
- Fine, John Van Antwerp Jr. (1994) [1987]. The Late Medieval Balkans: A Critical Survey from the Late Twelfth Century to the Ottoman Conquest (en inglés). Ann Arbor, Michigan: University of Michigan Press.
- Gavrilović, Slavko (1993). «Serbs in Hungary, Slavonia and Croatia in struggles against the Turks (15th-18th centuries)». Serbs in European Civilization (en inglés). Belgrade: Nova, Serbian Academy of Sciences and Arts, Institute for Balkan Studies. pp. 41-54.
- Isailović, Neven; Krstić, Aleksandar (2015). «Serbian Language and Cyrillic Script as a Means of Diplomatic Literacy in South Eastern Europe in 15th and 16th Centuries». Literacy Experiences concerning Medieval and Early Modern Transylvania (en inglés). Cluj-Napoca: George Bariţiu Institute of History. pp. 185-195.
- Krstić, Aleksandar (2017). «Which Realm will You Opt for? – The Serbian Nobility Between the Ottomans and the Hungarians in the 15th Century». State and Society in the Balkans Before and After Establishment of Ottoman Rule (en inglés). Belgrade: Institute of History, Yunus Emre Enstitüsü Turkish Cultural Centre. pp. 129-163.
- Spremić, Momčilo (2004). «La famille serbe des Branković - considérations généalogiques et héraldiques». Зборник радова Византолошког института (en francés) 41: 441-452.